# Port lotniczy San Antonio
Port lotniczy San Antonio – międzynarodowy port lotniczy położony w San Antonio, w stanie Teksas. Jest jednym z największych portów lotniczych w Teksasie.